# Сиркели
Сиркели (на гръцки: Φιλλύρα, произнася се Филира) е село в дем Козлукебир, ном Родопи, Гърция. До 2011 година селото е център на самостоятелен дем (община). Със закона „Каликратис“, който предвижда административна реформа в Гърция, демът Сиркели е включен в дем Козлукебир. В 2011 година населението на Сиркели възлиза на 909 жители.

## География
Селото е разположено на южните склонове на Родопите.